# Alter Einlaß

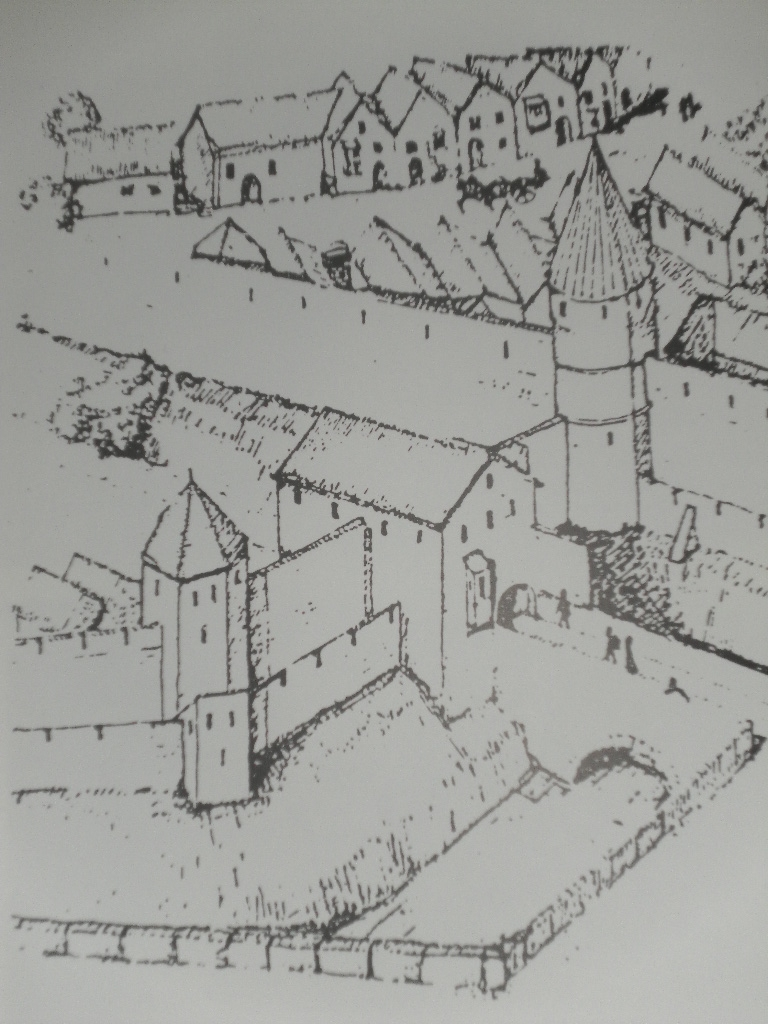
Der Alte Einlaß aus der Vogelperspektive. Von Walter Groos, nach Grafik von 1521

Der Alte Einlaß war eines der Augsburger Stadttore. 

## Geschichte
Das „Nachttor“ genau an der Stelle des heutigen Staatstheaters Augsburg diente als Einlass in die Stadt, wenn alle übrigen Tore schon geschlossen waren. Es wurde der Überlieferung nach auf Wunsch Kaiser Maximilians I. erbaut, der diesen Zugang bei seinen zahlreichen Besuchen Augsburgs benutzt haben soll. Durch seinen ausgeklügelten Mechanismus galt diese kleine Toranlage in ganz Europa als technisches Wunderwerk. Die Automatik war in Wirklichkeit eine für die Öffentlichkeit unzugängliche Maschine, die von Wächtern betätigt wurde.

## Baugeschichte
Das Nachttor wurde 1514 errichtet, dabei entwarf ein Zimmererballier den Plan zur Einrichtung der Tormaschine. 1542 bis 1548 folgte die Errichtung der Bastion neben dem Einlassgebäude zusammen mit der Holzbrücke über den vergrößerten Trockengraben. 1704 wurde der Ravelin geschleift, wonach aber 1737/38 der Wiederaufbau der Außenschanze erfolgte.
1860 wurde erst ein offener Fußgängersteg über den Graben zum neuen Bahnhof westlich der Altstadt errichtet, bevor es 1867 zur Niederlegung des Einlasses im Zuge der Entfestigung des gesamten westlichen Altstadtrandes kam.